# Шлихтегроль, Адольф Генрих Фридрих
Адольф Генрих Фридрих Шлихтегроль (нем. Adolf Heinrich Friedrich Schlichtegroll; 8 декабря 1765, Вальтерсхаузен — 4 декабря 1822, Мюнхен) — немецкий филолог, журналист и нумизмат.

## Биография
Шлихтегроль, Адольф Генрих Фридрих сперва учился в гимназиях в Готе и Йене, затем успешно окончил Гёттингенский университет (1787) как филолог.
Преподавал в гимназии Готы немецкий, латинский и древнееврейский языки, с 1788 года работал также в герцогской библиотеке, занимаясь её каталогизированием, в 1802 г. официально получил должность библиотекаря. Одновременно с 1799 г. сотрудник готского Мюнцкабинета, в этом качестве редактировал два первых выпуска «Анналов общей нумизматики» (нем. «Annalen der gesamten Numismatik»; 1804—1806). В 1790—1806 гг. выпускал ежегодные сборники «Некрологи немцев» (нем. Nekrolog der Deutschen), включавшие биографические очерки о наиболее выдающихся личностях, скончавшихся в очередном году; в составе выпуска за 1791 г. Шлихтегролем, в частности, была опубликована первая биография Вольфганга Амадея Моцарта, основанная преимущественно на сведениях сестры композитора Марии Анны, сообщённых ею письменно по просьбе Шлихтегроля.
В 1807 году Шлихтегроль был назначен генеральным секретарём Баварской академии наук, в связи с чем переехал в Мюнхен, а в 1812 году занял пост президента академии. В 1813 году он был произведён в дворянство.